# Catarina-A1
O Catarina-A1 é um nanossatélite brasileiro, ou mais especificamente, um CubeSat 2U que está sendo desenvolvido pela Universidade Federal de Santa Catarina (UFSC) e com previsão de lançamento em 2024. Este satélite é o primeiro da Constelação Catarina, uma constelação de satélites que visa promover o desenvolvimento industrial, o agronegócio, projetos de cidades inteligentes, saúde, segurança e defesa civil no estado de Santa Catarina.

## Objetivo
O Catarina-A1 está sendo desenvolvido por estudantes e pesquisadores do Laboratório de Pesquisa em Tecnologias Espaciais (SpaceLab) da Universidade Federal de Santa Catarina, tendo como objetivo principal objetivo receber dados transmitidos por plataformas de coleta de dados instaladas em áreas remotas. Os dados captados, têm como principal função auxiliar a Defesa civil de Santa Catarina em questões de previsão do tempo e durante desastres climáticos.

## Lançamento
O nanossatélite tem previsão de lançamento para 2024, ainda sem local ou data definidos.[carece de fontes?]